# Fredrik Theodor Blomstrand

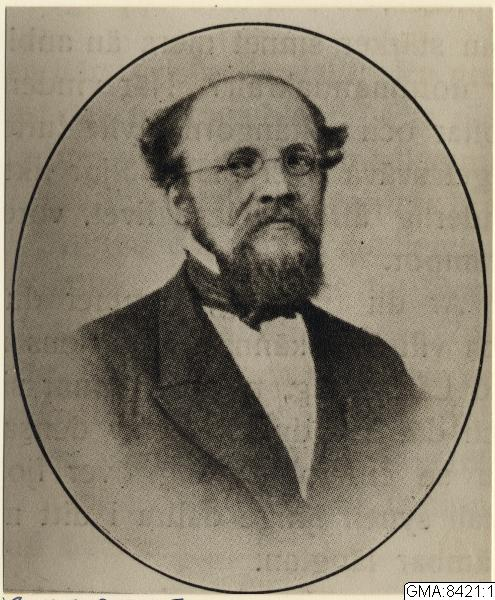
Fredrik Theodor Blomstrand.

Fredrik Theodor Blomstrand, född den 18 juli 1824 i Växjö, död den 17 januari 1892 i Göteborg, var en svensk skol- och kommunalman. Han var son till Johan Blomstrand.
Blomstrand, som var lektor vid Göteborgs högre allmänna läroverk, lär trots sina omfattande kunskaper ha saknat egentlig håg för lärarkallet. Han spelade i stället en framträdande roll i Göteborgs stadsfullmäktige. Likaså deltog Blomstrand, länge som skarp motståndare till Göteborgs handels- och sjöfartstidning, ivrigt i den kommunalpolitiska diskussionen genom inlägg i tidningarna Göteborgs-posten, vars redaktion han tillhörde på 1850- och 1860-talen, och Förposten, sedan 1875 tillhörig ett aktiebolag, vari han var intressent. Något verkligt inflytande lär han emellertid inte ha utövat, trots eller måhända snarare på grund av sin något talträngda oppositionslust. På äldre dagar ägnade Blomstrand stort intresse åt utvecklingen av badorten Långedrag, till vilken han genom sitt giftermål blivit ägare. Han invaldes som ledamot av Vetenskaps- och Vitterhetssamhället i Göteborg 1857.